# Hickman (Kentucky)
Hickman é uma cidade localizada no estado americano de Kentucky, no Condado de Fulton.

## Demografia
Segundo o censo americano de 2000, a sua população era de 2560 habitantes.
Em 2006, foi estimada uma população de 2282, um decréscimo de 278 (-10.9%).

## Geografia
De acordo com o United States Census Bureau tem uma área de
9,2 km², dos quais 9,2 km² cobertos por terra e 0,0 km² cobertos por água. Hickman localiza-se a aproximadamente 139 m acima do nível do mar.

## Localidades na vizinhança
O diagrama seguinte representa as localidades num raio de 24 km ao redor de Hickman.